# الطائر الأحمر (مركبة خيالية)
الطائر الأحمر (بالإنجليزية: Redbird)‏ هي وسيلة النقل الأساسية للبطل الخارق روبن في الكتب الهزلية الأمريكية التي تنشرها دي سي كوميكس. تنسب الطائر الأحمر لروبن الثالث (تيم دريك).

## المركبة
الطائر الأحمر سيارة رياضية كوبية مموهة مع أسلحة عديدة من سيارة الوطواط. بالأضافة لأحتوائها صفيحة مضادة للرصاص.
عندما تم أرسال تيم دريك بعيداً إلى مدرسة داخلية، في أعقاب الزلزال المعروف بكارثة غوثام، أضطر للتخلي عنها عن طريق بيعها إلى ألفريد المتنكر. وبينما كان في المدرسة الداخلية طور لوح تزلج مطور أسماه «اللوح الأحمر». وعندما عاد تيم دريك لغوثام مرة أخرى، تمت أعادة الطائر الأحمر له، ولكن بأضرار بالغة تعرضت له خلال كمين، وقرر روبن تحويلها ألى خردة وبناء شيء أكثر أخافة لقيادته.
قرار روبن لم يدخل حيز التنفيذ، حيث لايزال كهف الوطواط يحوي على سيارة أو أكثر من نوع الطائر الأحمر جنباً إلى جنب مع غيرها من سيارات الوطواط، وخلال بضعة أيام فقط ظهر تيم دريك وهو يقود الطائر الأحمر جديدة أو مجددة مماثلة لسابقتها.

## دراجة نارية
في فيلم باتمان و روبن في عام 1997، الطائر الأحمر كانت عبارة عن دراجة نارية بدلاً من سيارة. كما هو الحال مع سيارة الوطواط، تم صنع الطائر الأحمر باستخدام الألياف الزجاجية وألياف الكربون.

## وصلات خارجية
- Movies - Batman & Robin - Gadgets - Batmobile
- Character Profiles - Gadgets - The Red Bird
- Internet Movie Car Database - Honda Redbird in Batman & Robin, Movie, 1997